# 希克希克
希克希克（葡萄牙語：Xique-Xique）是巴西巴伊亚州的一个市镇。总面积5671.439平方公里，总人口47470人，人口密度8.4人/平方公里。